# Boeing 747 Large Cargo Freighter
O Boeing 747-400 Large Cargo Freighter (LCF) é um avião de carga de fuselagem larga modificado extensivamente a partir do avião Boeing 747-400. Com um volume de 1.840 metros cúbicos pode suportar três vezes o de um cargueiro 747-400F O avião de grande porte, conhecido como Dreamlifter, foi concebido para transportar peças do Boeing 787 Dreamliner entre Itália, Japão e EUA, mas também voou com fornecimentos médicos durante a pandemia da COVID-19.

## Desenvolvimento
A Boeing Commercial Airplanes anunciou a 13 de Outubro de 2003 que, devido ao período de tempo exigido pela navegação terrestre e marítima, o transporte aéreo será o principal método de transporte de peças para a montagem do Boeing 787 Dreamliner (então conhecido como 7E7). As peças do Boeing 787 foram consideradas muito grandes para os contentores marítimos normais, bem como para os Boeing 747-400F, Antonov An-124 e Antonov An-225. Inicialmente, três aviões 747-400 de passageiros usados foram convertidos numa configuração de tamanho exterior a fim de transportar subconjuntos do Japão e Itália para North Charleston, Carolina do Sul, e depois para o estado de Washington para a montagem final, mas um quarto foi posteriormente acrescentado ao programa. O Cargueiro de Carga Grande tem uma fuselagem saliente semelhante em conceito ao Super Guppy e ao Airbus A300-600ST Beluga, aviões de carga de tamanho exterior, que também são usados para o transporte de asas e secções de fuselagem.

### Fase de design
A conversão LCF foi parcialmente concebida pelo gabinete de Moscovo da Boeing e pela Boeing Rocketdyne com a cauda oscilante concebida em parceria com a Gamesa Aeronáutica de Espanha. Ao contrário da secção do nariz hidraulicamente apoiada num cargueiro 747, a cauda aberta é manobrada por camiões especializados, e bloqueada à fuselagem traseira com 21 atuadores electrónicos.
Foram efectuadas modificações em Taiwan pela Evergreen Aviation Technologies Corporation, uma empresa conjunta da Evergreen Group EVA Air e da General Electric.  A Boeing readquiriu os quatro 747-400s; um antigo avião da Air China, dois antigos aviões da China Airlines, e um antigo avião da Malaysia Airlines.
O primeiro Cargueiro de Carga Grande (LCF) 747 foi lançado do hangar no Aeroporto Internacional de Taoyuan em Taipei no dia 17 de Agosto de 2006. Concluiu com sucesso o seu primeiro voo de teste no dia 9 de Setembro de 2006, a partir deste aeroporto[16].
As peças do Dreamliner 787 são colocadas na aeronave pelo carregador de carga DBL-100, o carregador de carga mais longo do mundo Em Junho de 2006, foi concluído o primeiro carregador de carga DBL-100.
O aspecto invulgar do 747 LCF fez comparações com o Oscar Mayer Wienermobile e o Hughes H-4 Hercules ("Spruce Goose"). Devido à sua forma pouco atraente, o primeiro avião permaneceu sem pintura durante algum tempo, devido à necessidade de testes imediatos - o presidente da Boeing Commercial Airplanes, Scott Carson, em tom de brincadeira, pediu desculpa ao designer do 747, Joe Sutter, por "lamentar o que fizemos ao seu avião".

## Histórico operacional

### Testes de voo
Em 16 de Setembro de 2006, a N747BC chegou ao Boeing Field, Seattle para completar o programa de testes de voo. O segundo avião, N780BA, fez o seu primeiro voo de teste a 16 de Fevereiro de 2007. O terceiro começou a modificação em 2007. Os dois primeiros LCFs entraram em serviço em 2007 para apoiar a montagem final dos primeiros 787s.
Os prazos de entrega das asas do 787, construídas no Japão, serão reduzidos de cerca de 30 dias para pouco mais de oito horas com o 747 LCF Evergreen International Airlines (sem relação com a EVA Air ou EGAT), um operador de carga aérea dos EUA baseado em McMinnville, Oregon, operou a frota LCF até Agosto de 2010. Depois a Atlas Air, à qual foi feito um contrato de nove anos para a operação da aeronave em Março de 2010, assumiu a operação da LCF. A Evergreen tinha alcançado um desempenho de 93% no horário de voo com a LCF, e processou a Boeing por 175 milhões de dólares, o que o tribunal, na sua maioria, rejeitou.

### Em serviço
Em Dezembro de 2006, a Boeing anunciou que o 747 LCF se chamaria Dreamlifter, uma referência ao nome do 787, Dreamliner. Revelou uma pintura padrão para a aeronave que incluía um logótipo que lembrava o logótipo do Dreamliner do 787[30].
A certificação estava inicialmente prevista para o início de 2007, mas foi adiada para Junho de 2007. As winglets da aeronave foram removidas para resolver o excesso de vibrações e outras características de manuseamento antes da certificação final. Entretanto, como parte do programa de testes de voo, a LCF entregou secções importantes do 787 a partir de locais parceiros em todo o mundo para a fábrica da Boeing em Everett, Washington, para a montagem final. O 747 LCF recebeu a certificação do tipo FAA em 2 de Junho de 2007. Desde o seu primeiro voo em 2006 até à certificação em 2007, o Dreamlifter completou 437 horas de testes de voo juntamente com 639 horas de testes em terra.
Dos quatro 747 Dreamlifters Boeing adquiridos, três estavam completos e operacionais em Junho de 2008, e o quarto tornou-se operacional em Fevereiro de 2010.
Em 1 de Julho de 2020, um Dreamlifter chegou ao Aeroporto Internacional de Salt Lake City, levando 500.000 máscaras faciais para serem usadas por crianças e professores das escolas de Utah como parte da resposta do estado à pandemia da COVID-19. O voo foi um esforço conjunto entre a Boeing, Atlas Air, H.M. Cole, Cotopaxi, Flexport, UPS e o estado de Utah.

## Incidentes
Em 20 de Novembro de 2013, o Dreamlifter N780BA operado pela Atlas Air aterrou inadvertidamente no Aeroporto Coronel James Jabara, um pequeno aeroporto de aviação geral em Wichita, Kansas. O destino pretendido era a Base da Força Aérea McConnell, 9 milhas (14 km) depois do Aeroporto de Jabara, na mesma direcção. A aeronave conseguiu decolar novamente com sucesso da pista de Jabara de 6101 pés (1,86 km) no dia seguinte e aterrou em McConnell sem incidentes.

Em 10 de Outubro de 2022, o Dreamlifter prefixo N718BA perdeu um dos pneus do Trem de Pouso após a decolagem na cidade italiana de Taranto. Apesar do incidente, a aeronave seguiu normalmente o seu destino

## Especificações (747 Dreamlifter)
Descrições gerais
- Tripulação: 2
- Capacidade: 1 840 m³ (65 000 ft³) de carga
- Comprimento: 71,68 m (240 ft)
- Envergadura: 64,4 m (210 ft)
- Altura: 21,54 m (71 ft)
- Largura: 8,38 m (27 ft)
- Peso vazio: 180 530 kg (398 000 lb)
- Peso de decolagem: 364 235 kg (803 000 lb)
- Capacidade de combustível: 199 150 l (52 600 US-gal)

Motorização
- Número de motores: 4x
- Tipo do motor: Turbofan
- Fabricante/modelo: Pratt & Whitney 4062
- Empuxo por motor: 28 712 kgf (63 300 lbf) (282 kN)

Performance
- Velocidade máxima: 878 km/h (546 mph)
- Velocidade total em Mach: 0.7171 Ma
- Velocidade total em Nó: 474 kn (878 km/h)
- Alcance: 7 800 km (4 850 mi)